# Pieter van Bronckhorst
| |  |  |
| Pieter van Bronckhorst en zijn vrouw Jacobmina, door Anthonie Palamedesz, ca. 1652, Rijksmuseum Amsterdam |  |  |

Pieter Anthonisz. van Bronckhorst (Delft, 16 mei 1588 - aldaar, 21 juni 1661), was een Nederlands kunstschilder, vooral van historiestukken, fantasiegebouwen en kerkinterieurs.

## Leven en werk
Van Bronckhorst was de zoon van een kleermaker uit Delft. In zijn jeugd bezocht hij Frankrijk om zich verder te bekwamen in de perspectiefschikderkunst, maar in 1609 was hij in elk geval weer terug in zijn geboortestad, waar hij verkeerde in vooraanstaande kringen. Hij was in 1613 medeoprichter van het Delftse Sint-Lucasgilde. In 1614 huwde hij Jacobmina (Jacomijntje) de Grebber (<1595-1666), dochter van de beroemde Delftse goudsmid Nicolaes Adriaensz. de Grebber.(1558-1613). Rond 1652 schilderde Anthonie Palamedesz hun portretten. In 1661 overleed Van Bronckhorst op 73-jarige leeftijd en werd begraven in de Nieuwe Kerk.
Van Bronckhorst maakte vooral historiestukken en later ook schilderingen van fantasiegebouwen en kerkinterieurs. Zij bekendste werk is Het oordeel van Salomo uit 1622, dat hij schilderde in opdracht van de Delftse vierschaar. Het werk is te zien in het Museum Prinsenhof Delft. Op de originele locatie in het Stadhuis van Delft hangt een kopie.
Van Bronckhorst maakte ook een schilderij van de brand van het stadhuis te Delft op 4 maart 1618, waarbij Pieter Stael (1575/76-1622) de figuren toevoegde, eveneens te zien in Museum Prinsenhof.

## Galerij

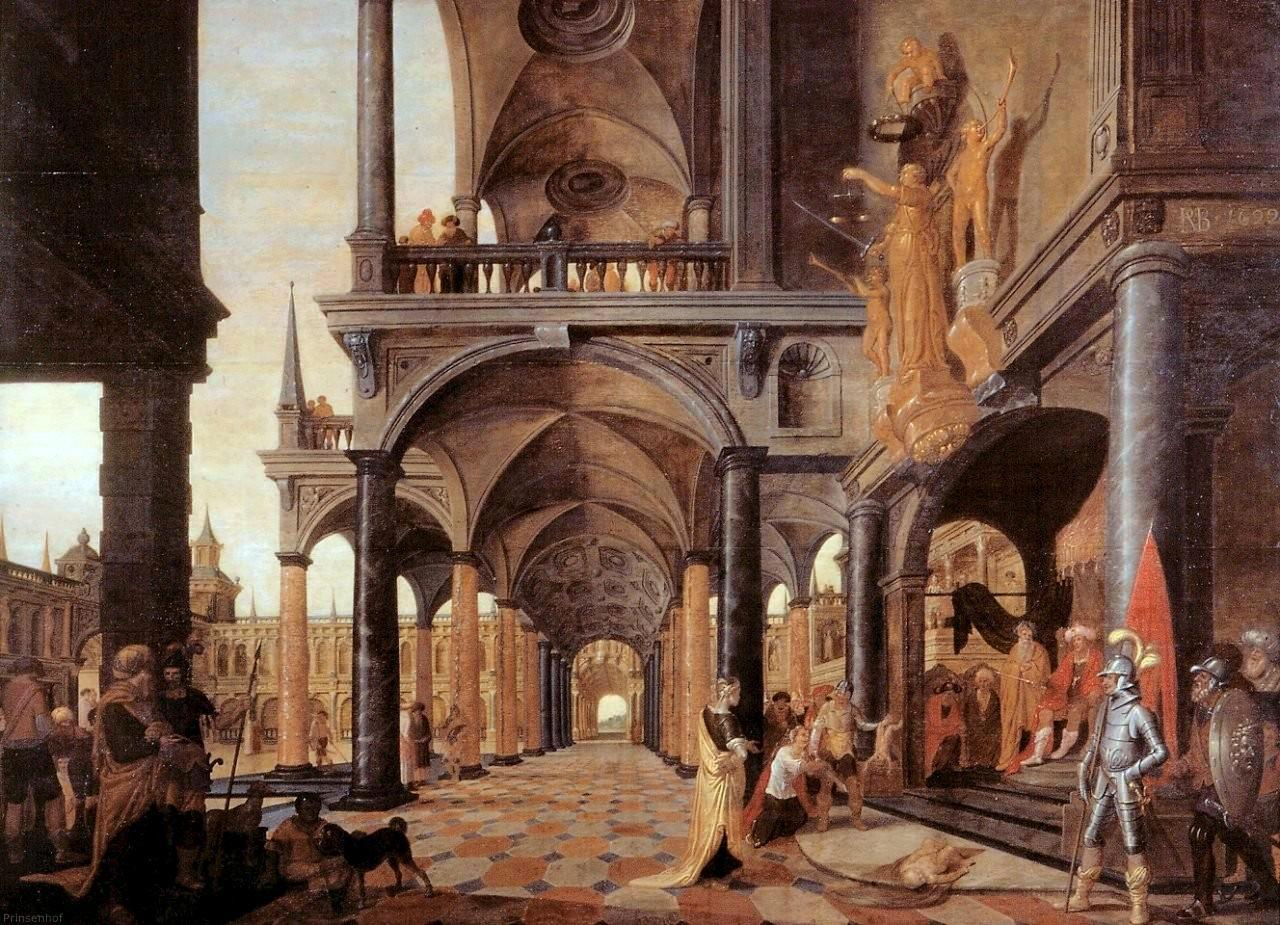
Het oordeel van Salomo, 1622
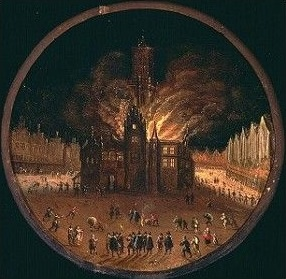
Brand van het stadhuis te Delft op 4 maart 1618, circa 1620